# Nils Rosén von Rosenstein

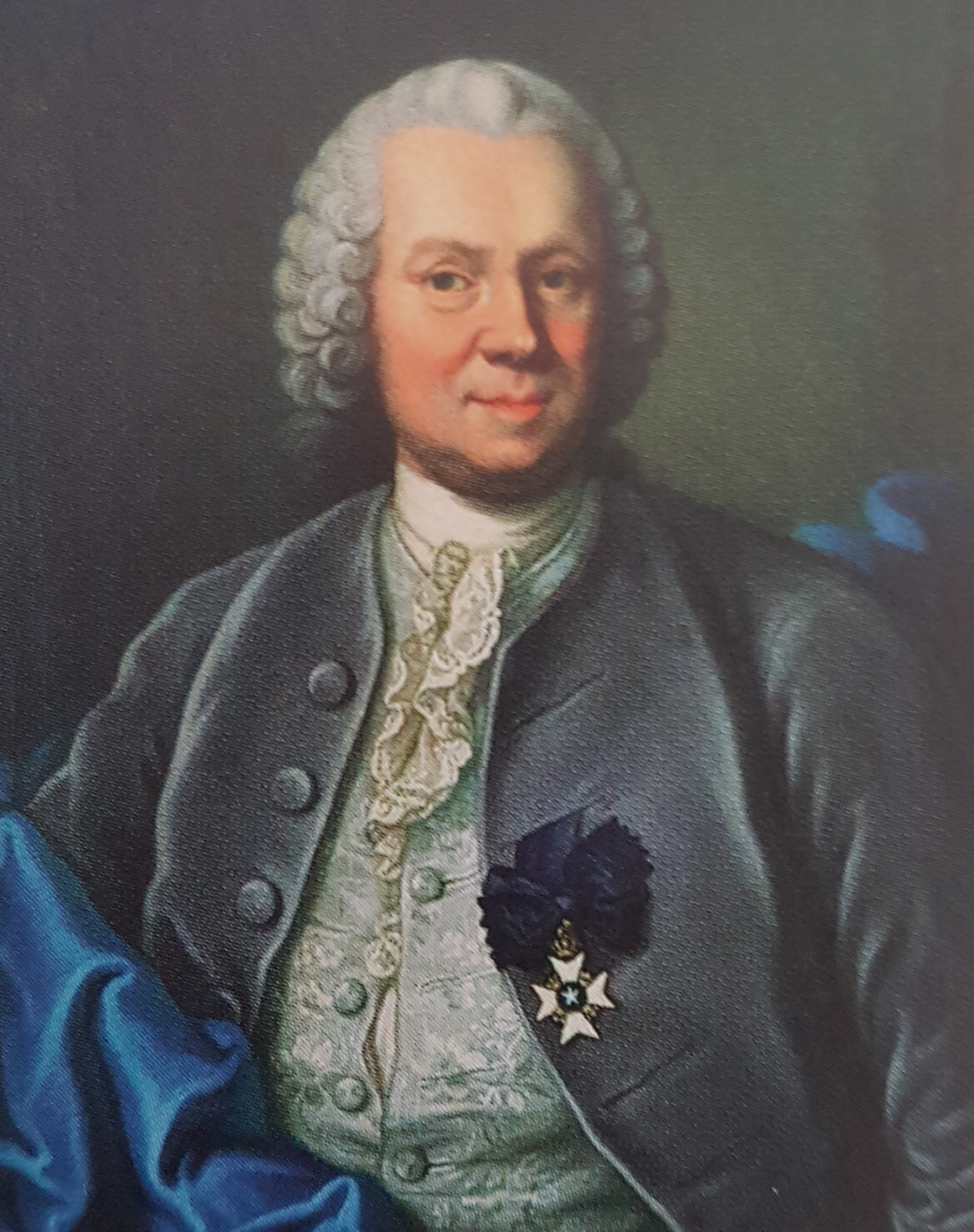
Rosén von Rosenstein, Gemälde von Jakob Björck (1727/1728–1793)

Nils Rosén von Rosenstein (* 1. Februar 1706 in Sexdrega, Gemeinde Svenljunga; † 16. Juli 1773 in Uppsala) war ein schwedischer Mediziner. Er gilt als „Vater“ der schwedischen Pädiatrie. Sein offizielles botanisches Autorenkürzel lautet „N.Rosén“.
Sein Bruder war der Mediziner Eberhard Rosén (später geadelt Rosenblad) (1714–1796).

## Leben und Wirken
Rosén war das zweite der neun Kinder von Erik Rosenius (Esbjörnsson, 1667–1738) und dessen Frau Anna Wekander (Olofsdotter, 1684–1758). Sein Vater war Armeekaplan in den Streitkräften von Karl XII. Bis zu seinem 12. Lebensjahr wurde Rosén in der Privatschule für Jungen im Pfarrhaus von Sexdrega unterrichtet, die von seinem Vater betrieben wurde. Die nächsten zwei Jahre wurde er am Gymnasiums von Göteborg ausgebildet. Dem Wunsch seines Vaters folgend begann Rosén 1720 an der Universität Lund Theologie zu studieren, obgleich ihn die Medizin mehr interessierte.
Mit Unterstützung durch Anders Rydelius (1671–1738) begann Rosén 1722/1723 seine ersten medizinischen Studien, informierte aber seinen Vater nicht. Er hörte Vorlesungen bei Kilian Stobæus, der den erkrankten Johan Jacob Döbelius vertrat. Nach dem Weggang von Stobæus im Jahr 1724, wurde Rosén Privatlehrer in Stockholm. Er setzte dort seine medizinischen Studien fort und wurde in den medizinischen Kreisen der Stadt bekannt.
Nach dem Tod von Petrus Martin (1686–1727) musste an der Universität Uppsala die Stelle eines Assistenzprofessors neu besetzt werden. Durch die Vermittlung seines Freundes Casten Rönnow (1700–1787) bot Olof Rudbeck der Jüngere Rosén die Stelle an. Im Mai 1728 verteidigte er unter dem Vorsitz von Lars Roberg seine Dissertation De usu methodi mechanicae in medicina und wurde anschließend offiziell ernannt. Erst zu diesem Zeitpunkt informierte Rosén seinen Vater über den Wechsel seiner Berufswahl.
Um an der Universität lehren zu können, musste Rosén noch einen Doktorgrad erwerben, was zu dieser Zeit in Schweden nicht möglich war. Gustaf Cronhielm (1664–1737), Kanzler der Universität Uppsala, arrangierte eine Studienreise für seinen Stiefsohn Mauritz Posse (1712–1787), der von Rosén begleitet wurde. Rosén wurde, bei vollem Gehalt, von seinen Universitätsverpflichtungen freigestellt. Für fast ein Jahr studierte Rosén bei Friedrich Hoffmann in Halle und besuchte die Vorlesungen von Johann Juncker am Orphanotropium. Besuche führten ihn unter anderem zu Johann Zacharias Platner in Leipzig und Christian Wolff in Marburg. Im Juli 1729 traf Rosén in Genf ein, wo er über neun Monate blieb. Er besuchte Albrecht von Haller in Bern, mit dem er später einen regen Briefwechsel pflegte. Anschließend reiste Rosén durch Frankreich, blieb für kurze Zeit in Montpellier und verbrachte einige Wochen in Paris. In den Niederlanden führte ihn sein Weg unter anderem nach Utrecht, Amsterdam, wo er Théodore Tronchin aufsuchte, und Leiden zu Herman Boerhaave. In Harderwijk, wo er sich zwei Tage aufhielt, wurde Rosén 1730 unter Johannes de Gorter mit seiner Schrift De historiis morborum rite consignandis („Wie man Fallstudien verfasst“) zum Doktor der Medizin promoviert. Er trat die Heimreise an und war im März 1731 wieder in Uppsala. Neben seinen Verpflichtungen als Assistenzprofessor übernahm er Rudbecks Unterricht in Medizin und Botanik sowie Robergs Lektionen in Anatomie und klinischer Medizin.
Im Frühjahr 1732 wurde Rosén als Stobæus’ Nachfolger für die Professur für Medizin an der Universität Lund vorgeschlagen. Nachdem er eine Gehaltserhöhung erhalten hatte, blieb Rosén als Assistenzprofessor in Uppsala. Nach Rudbecks Tod wurde er am 10. Juli 1740 auf dessen Lehrstuhl berufen. Sein Nachfolger als Assistenzprofessor wurde Johan Gottschalk Wallerius.
1735 wurde er zum Leibarzt König Friedrichs ernannt. 1742 tauschte er die Professur in Botanik mit Carl von Linné, der bis dato eine Professur in Anatomie und praktischer Medizin innehatte. 1747 amtierte er als Rektor der Universität.
Am 17. August 1762 wurde Rosén geadelt und trug den Titel „von Rosenstein“.
1764 veröffentlichte Rosén mit Underrättelser om barnsjukdomar och deras botemedel ein Lehrbuch über Kinderkrankheiten und deren Heilmittel. Bis 1851 erfuhr diese Schrift mindestens 25 Ausgaben in acht verschiedenen Sprachen.

## Ehrungen
1739 zum Mitglied der Königlich Schwedischen Akademie der Wissenschaften, die im selben Jahr gegründet wurde. 1757 wurde er zum Ritter des Nordstern-Ordens ernannt.
Albrecht von Haller widmete ihm 1755 seine Schrift Opuscula pathologica.

## Schriften (Auswahl)
Bücher
- De usu methodi mechanicae in medicina. Uppsala 1728 (Digitalisat) – Dissertation unter Lars Roberg.
- De historiis morborum rite consignandis. Harderwijk 1730 (Digitalisat) – Promotion bei Johannes de Gorter.
- Compendium anatomicum, eller En kort beskrifning om de delar, af hwilka hela menniskians kropp består, med widfogade försök och anmärckningar, som lägga grunden til läran om menniskians friska och siukliga tilstånd. 2 Teile, B. G. Schneider, Stockholm 1736–1738 (Teil 1).
- Underrättelser om barns-sjukdomar och deras bote-medel. Lars Salvius, Stockholm 1764 (Digitalisat).
  - Anweisung zur Kenntniß und Cur der Kinderkrankheiten. – übersetzt von Johan Andreas Murray.
    - 1. Auflage. Dieterich, Gotha / Göttingen 1766 (Digitalisat).
    - 2. vermehrte und verbesserte Auflage. Dieterich, Göttingen 1768 (Digitalisat).
    - 3. vermehrte und verbesserte Auflage. Dieterich. Göttingen 1774 (Digitalisat).
    - 4. vermehrte und verbesserte Auflage. Dieterich, Göttingen 1781 (Digitalisat).
    - 5. vermehrte und verbesserte Auflage. Dieterich, Göttingen 1785 (Digitalisat).
    - 6. Auflage. Dieterich, Göttingen 1798 (Digitalisat) – mit Anmerkungen von Justus Christian Loder und Wilhelm Heinrich Sebastian Bucholz.

  - 3. Auflage. Wennberg & Nordström, Stockholm 1771 (Digitalisat).
  - Handleiding tot de kennis en goneezing van do ziekten der kinderen. Van Cleef, Den Haag 1768 (Digitalisat) – übersetzt von Eduard Sandifort.
    - 2. Auflage. 2 Teile, Van Cleef, Den Haag 1779 (Teil 1, Teil 2).

  - The diseases of children, and their remedies. Cadell, London 1776 (Digitalisat) – übersetzt von Anders Sparrman.
  - Traité des maladies des enfans. Paris 1778 (Digitalisat) – übersetzt von Jean Baptiste Lefebvre de Villebrune (1732–1809).
    - Neue Auflage. Tournel, Montpellier 1792.

  - Trathato delle malattie dei bambini. Mailand 1780 (Digitalisat) – übersetzt von Giovanni Battista Palletta.
    - Bassano, Venedig 1783 (Digitalisat).

  - Orvosi tanítás a gyermekek nyavalyáiknak megesmerésekről és orvoslásokról. Budapest 1794 – übersetzt von Sámuel Domby  (1729–1807).
  - 4. Auflage. Stockholm 1828.
  - 5. Auflage. Stockholm 1851.
- Hus- och rese-apoteque. Stockholm 1765 (Digitalisat).
  - Huus- og Reese-Apotheque. Kopenhagen 1768 (Digitalisat).
  - Haus- und Reise-Apothek. 2. Auflage. Weidemanns Erben und Reich, Leipzig 1769 (Digitalisat).
  - 2. Auflage. Stockholm 1772 (Digitalisat).
    - Haus- und Reise-Apothek. Weidemanns Erben und Reich, Leipzig 1781 (Digitalisat) – übersetzt von Johan Andreas Murray.

Zeitschriftenbeiträge
- Bini casus Medici rariores communicati. In: Acta literaria et scientiarum Sueciae, Anni M DCCC XXXIII. Band 3, Uppsala 1738, S. 43–45 (Digitalisat).
- Berättelse om en smittosam siukdom, som gick i Upsala ifrån september månad år 1742 til maji månad 1743. In: Kongl. Swenska Wetenskaps Akademiens Handlingar. Band 5, Stockholm 1744, S. 73–99 (Digitalisat).
- Rön angående binnike masken. In: Kongl. Swenska Wetenskaps Akademiens Handlingar. Band 8, Stockholm 1747, S. 113–126 (Digitalisat).
- Sätt at forekomma elaka koppor. In: Kongl. Svenska Vetenskaps Akademiens Handlingar. Band 12, Stockholm 1751, S. 31–33 (Digitalisat).

Sonstige
- Abhandlung von den Blattern. In: Der Herrn Tissot und Rosenstein Abhandlungen von der Natur und Cur der Kinderblattern. Martini, Langensalza 1768, S. 87–109 (Digitalisat) – übersetzt von Johan Andreas Murray.
- Abhandlung von der Einpfropfung der Pocken. In: Der Herren Tissot und Rosenstein Abhandlungen über die Einpfropfung der Blattern. Martini, Langensalza 1768, S. 35–84 (Digitalisat) – übersetzt von Johan Andreas Murray.